# Estellah Fils Rabetsara
Estellah Fils Rabetsara, född 29 maj 1994, är en madagaskisk simmare. 
Rabetsara tävlade för Madagaskar vid olympiska sommarspelen 2012 i London, där hon blev utslagen i försöksheatet på 100 meter frisim Vid olympiska sommarspelen 2016 i Rio de Janeiro blev Rabetsara utslagen i försöksheatet på samma distans.